# 圖塔耶夫區

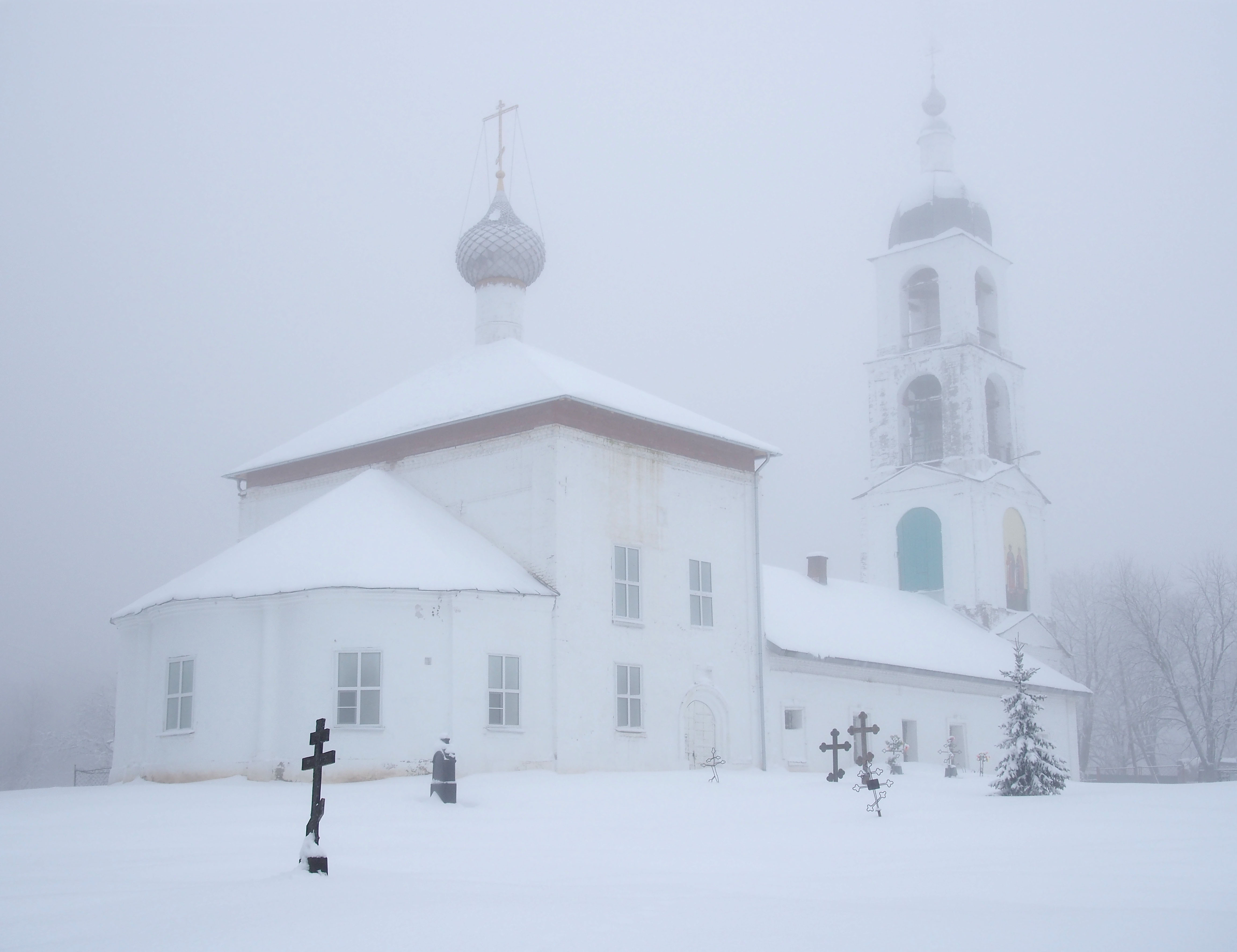
先知以利亚教会,圖塔耶夫區

57°53′N 39°33′E / 57.883°N 39.550°E
圖塔耶夫區（俄语：Тутаевский район），是俄羅斯的一個區，位於該國西部，由雅羅斯拉夫爾州負責管轄，面積1,444平方公里，2010年人口15,949，人口密度每平方公里11.05人。